# 奇切斯特 (紐約州)
奇切斯特（英語：Chichester）是位於美國紐約州阿爾斯特縣的非建制地區。

## 歷史
奇切斯特的郵局自1892年營運至今。

## 地理
奇切斯特所處的海拔為高於海平面297米（即974英呎），而該地所採用的時區為UTC-5，即北美东部时区（EST）。同時該地設有夏令時間，為UTC-5調快一小時，即UTC-4（EDT）。